# Station Alvechurch
Alvechurch is een station van National Rail in Bromsgrove in Engeland. Het station is eigendom van Network Rail en wordt beheerd door West Midland Trains. Het station is geopend in 1859. 